# Taxi 2 (jeu vidéo)
Taxi 2 est un jeu vidéo de course développé par Blue Sphere Games et édité par Ubisoft. Il est sorti en juin 2000 sur Windows et Game Boy Color, en 2001 sur Dreamcast et en mai 2002 sur PlayStation. Il est basé sur le film du même nom.

## Histoire
Le joueur incarne le chauffeur Daniel Morales et doit piloter sa Peugeot 406 dans des missions qui suivent la trame du long-métrage.

## Accueil
- Jeuxvideo.com : 7/20 (PC)[1] - 3/20 (PS)[2] - 15/20 (GBC)[3]